# GSC3728-1090
GSC3728-1090 — хімічно пекулярна зоря спектрального класу A2, що має видиму зоряну величину в смузі V приблизно 12,5.